# Raymond Firth
Raymon William Firth (Auckland, 25 marzo 1901 – Londra, 22 febbraio 2002) è stato un etnologo neozelandese.
Fu professore di Antropologia alla London School of Economics, e si ritiene che abbia creato da solo una forma di antropologia economica britannica.
Il risultato del lavoro etnografico di Firth, ha permesso di capire che il reale comportamento delle società (organizzazione sociale) è separato dalle regole idealizzate del comportamento all'interno di società particolari (struttura sociale).

## Riconoscimenti
- 1940 - Membro della British Academy
- 1973 - Cavaliere
- 1981 - Bronislaw Malinowski Award
- 2001 - Ordine al merito della Nuova Zelanda
- 2002 - Ricevette la prima medaglia Leverhulme Medal per essersi distinto internazionalmente come studioso

## Opere selezionate
- Alcuni principi di organizzazione sociale, in L. Bonin, A. Marazzi (a cura), Antropologia culturale, Hoepli, Milano, 1970 (ed. or. 1955)
- Economia primitiva polinesiana, Angeli, Milano, 1978 (ed. or. 1939)
- Noi, Tikopia, Laterza, Roma-Bari, 1976 (ed. or. 1936)